# Dame à la robe blanche
Dame à la robe blanche est un tableau réalisé par l'artiste français Henri Matisse en 1946. Cette huile sur toile est le portrait d'une femme brune aux yeux bleus vêtue d'une robe blanche. Elle est figurée assise les mains jointes autour de son sautoir, sa peau rendue dans une couleur ocre. L'œuvre est conservée depuis 1959 au Des Moines Art Center, à Des Moines, dans l'Iowa, aux États-Unis.